# فانوي
فانوي (بالفرنسية: Vanvey)‏ هي بلدية تقع في فرنسا في Canton of Châtillon-sur-Seine. يقدر عدد سكانها بـ 249 نسمة ومساحتها 16.8 كم2 وترتفع عن سطح البحر 248 متر.